# Armero
Armero es un municipio colombiano ubicado en el departamento de Tolima, cuya cabecera municipal es Guayabal. Se encuentra en la subregión de Norte y dista a 87 km de Ibagué, capital del departamento.
Conocido por la tragedia de Armero, desastre natural ocurrido por la erupción del volcán Nevado del Ruiz en la noche del miércoles 13 de noviembre de 1985, pereciendo más de 20 mil habitantes y desapareció la ciudad de Armero (anterior cabecera municipal), y por la muerte de la niña Omayra Sánchez, que es un símbolo de esta misma tragedia.

## Toponimia
El municipio fue nombrado en honor a José León Armero, prócer de la independencia de Colombia nacido en Mariquita.
El municipio también ha sido llamado Guayabal (1857-1908) y San Lorenzo (1908-1930) hasta que fue cambiado por el de Armero por medio de la ordenanza n.º 47 de 1930 (mayo 2) de la asamblea del Tolima.

## Historia
Antes del año 1858 la población de Guayabal formaba parte del cantón de Mariquita, junto con la villa de Mariquita y las poblaciones de Santa Ana y Lérida, a partir de noviembre 1857, la Asamblea Constituyente del Estado de Cundinamarca estableció la división del territorio en departamentos y distritos, conformando entre ellos, los distritos de: Mariquita, Santa Ana (actualmente Falan), Lérida y Guayabal, y estos formaron parte del Departamento de Mariquita, dentro del Estado de Cundinamarca (siendo parte territorial federal de la Confederación Granadina [1858-1863]).  
El municipio de Armero fue establecido con el nombre original de Distrito de Guayabal (en el Departamento de Mariquita), por la Asamblea Constituyente del Estado de Cundinamarca, con la Ley del 14 de noviembre de 1857(dada en Bogotá el 12 de noviembre de 1857), siendo Presidente de la Asamblea, Francisco Caicedo, y la misma, publicada y ejecutada el 14 de noviembre de 1857, estando como Gobernador del Estado, Joaquín París; estableciéndose como cabecera de distrito a la población del mismo nombre (Guayabal); de igual forma y tiempo se hizo lo mismo con el distrito de Méndez; más tarde, con el Decreto número 321 del 1 de abril de 1886 (dado en Neiva) del Estado del Tolima, siendo gobernador Manuel Casabianca, decretó la eliminación de la aldea (municipalidad) de Méndez y el territorio se repartió entre los distritos de Guayabal y Honda. En el gobierno de Rafael Reyes Prieto, con el Decreto nacional número 1049 del 27 de septiembre de 1908(dado en San Lorenzo) determinó el traslado de la cabecera municipal de Guayabal a San Lorenzo y le cambió el nombre del municipio por el de San Lorenzo, y con los Decretos número 1181 del 30 de octubre de 1908 y número 073 del 15 de enero de 1909 fijó los límites del municipio. Por ordenanza departamental número 047 del 2 de mayo de 1930se cambió el nombre del municipio de San Lorenzo por el de Armero, asignado por la dignidad histórica de José León Armero Racines, prócer de la independencia de la Provincia de Mariquita. 
Ha tenido dos cabeceras municipales: Guayabal (1857-1908)/(1985-actual) y Armero (1908-1985).

### Tragedia de Armero
A consecuencia de la tragedia de Armero, acaecida el 13 de noviembre de 1985 (en donde la cabecera del municipio desapareció), por Ordenanza número 15 del 13 de noviembre de 1986, se erigió a la población de Guayabal como cabecera municipal.

## División político-administrativa
Aparte de su Cabecera municipal: Guayabal. Armero tiene bajo su jurisdicción los siguientes centros poblados:

Veredas de Armero

- Fundadores
- Méndez
- Nuevo Horizonte
- San Felipe
- San Pedro

### Veredas
La zona rural del municipio se encuentra dividida en 21 veredas: 
Brujas, Chilena, El Cairo, El Hato, El Maracaibo, El Placer, Esmeralda, Fundadores, Grupo Guayabal, La Esperanza - Santa Cecilia, La Joya - La Palmera, Méndez, Nuevo Horizonte, Paraíso, Parroquia, Pradera, San Felipe, San José, San Pedro, Santo Domingo – Totumal y Socavón.

## Geografía
El municipio de Armero está enclavado en la vertiente oriental de la Cordillera Central de Colombia, en un amplio valle formado por los ríos Lagunilla, Sabandija, Cuamo y Magdalena, toma sus aguas de las cimas nevadas del Nevado del Ruiz y de la Cordillera Central; por estar situado en la región del ecuador terrestre, no presenta ciclo estacional, y la mayor parte de su territorio es de clima cálido, pero en la zona rural de la vereda de San Pedro disfruta de variedad de niveles térmicos de montaña. Más del 50 por ciento de su territorio es fértil y dedicado a las actividades agropecuarias, con un alto nivel de calidad y de tecnificación. Tiene una temperatura promedio de 27 grados Celsius. 

### Hidrografía
El municipio se encuentra en la subzona hidrográfica de Río Lagunilla y otros Directos al Magdalena, siendo atravesado por los ríos Sabandija, que divide el municipio de este a oeste; Lagunilla, que forma la frontera natural con Lérida y conocido por el lahar que ocasionó la tragedia de Armero; Cuamo, que forma la frontera natural con Falan; Magdalena que separa Tolima de Cundinamarca y río Viejo que forma la frontera sur con Ambalema.

### Límites municipales
| Noroeste: Falan (Ríos Sabandija y Cuamo) | Norte: Mariquita y Honda (Río Sabandija) | Nordeste: Guaduas ( Cundinamarca) (Río Magdalena)                     |
| Oeste: Villahermosa                      |                                          | Este: Guaduas y Chaguaní ( Cundinamarca) (Río Magdalena)              |
| Suroeste: Líbano (Río Lagunilla)         | Sur: Lérida (Río Lagunilla)              | Sureste: Ambalema San Juan de Rioseco ( Cundinamarca) (Río Magdalena) |

## Población
El municipio de Armero cuenta con 12 099 habitantes, estando 7 665 en el área urbana y 4 434 en el área rural.
En el censo del año 2018 hecho por el DANE y actualizado al 2021 revelan que el 14.93% de la población vive en condición NBI o necesidades básicas insatisfechas, ocupando el puesto 4 entre los municipios con mayor porcentaje, comparado con la región Norte del Tolima y se mantiene 2.71% por encima del promedio en el departamento.

Aproximadamente había 29 000 habitantes antes de la tragedia producida por el nevado del Ruiz.
| Gráfica de evolución de Armero entre 1993 y 2023                  |
|                                                                   |
| Fuente: «Censos de 1993, 2005, 2018 y proyecciones de población». |

### Salud
El municipio cuenta con el hospital Nelson Restrepo Martínez, ubicado en Guayabal.

### Educación
En el municipio existen 20 instituciones educativas, 6 en la cabecera y 14 en la zona rural.De igual forma, en el municipio se encuentra la sede Centro Regional Universitario del Norte de la Universidad del Tolima, ubicada sobre la ruta nacional 43, a 5 minutos de Guayabal.
Diagonal al Teatro Municipal, se encuentra la única biblioteca pública del municipio.

## Economía
La principal actividad económica del municipio es la producción agrícola que posee un valor agregado de 79 mil millones de pesos según la gobernación del Tolima y en el 2019 los cultivos semestrales produjeron 4245 toneladas, los anuales 60 toneladas, los semipermanentes 48 toneladas y los permanentes 133 toneladas. La base de la producción agrícola son los cultivos de arroz, algodón, sorgo, maíz, frutas y café, además que el uso del suelo para esta actividad económica es del 18.89% de todo el territorio municipal.
La población animal para consumo humano en 2019 era 26 199 bovinos, 66 629 aves, 2 165 equinos y 655 porcinos.
Las actividades secundarias de la economía figuran con un valor agregado de 13 mil millones de pesos, mientras que el sector terciario llega a los 74 mil millones de pesos, con contribuciones del comercio y turismo. 

## Cultura

### Fiestas y tradiciones
- Danzas folclóricas de Armero: Las danzas folclóricas de Armero fue fundado en el año de 1958 en Armero por Misael Devia Morales e Inés Rojas Luna con el nombre de Arte y Ritmo el cual se dedicó a la danza y al teatro. Posteriormente, de este grupo surge el Ballet Folclórico Popular de Colombia y a partir de 1963 se le conoce como Danzas Folclóricas de Armero, en giras por el sur del departamento se realizaron las investigaciones de danzas que aún se conservan en el grupo como la de los Monos, la Caña de los Trapiches, la Guabina Trenzada, etc. Ha ganado varios premios a nivel nacional y en 1963 representa al país en el Concurso Internacional de Danza Folclórica en Manizales; allí compite con varios países de América y España.

- Ferias: Aproximadamente entre los días 5 y 9 de agosto de cada año, en la cabecera municipal de Guayabal se celebra las tradicionales Ferias y Fiestas en Honor al Señor de la Salud y el Reinado Municipal del Folclor y la Agricultura.

- Guayabanda Orquesta: Agrupación musical bailable, conformada por los habitantes del municipio y esta dirigida por el especialista musical Heriberto Arciniegas.

## Transporte
A Armero se llega por la Ruta Nacional 43 desde Ibagué, pasando por la cabecera municipal de Guayabal y los centros poblados de Nuevo Horizonte, Fundadores y San Felipe, para concluir en Mariquita donde se une con la Ruta Nacional 50 que enlaza Bogotá con Manizales.
Al norte del municipio, en el centro poblado San Felipe sale una variante directo al occidente por Falan y Palocabildo y en la antigua cabecera al sur, sale otra variante que pasa por Ambalema y termina en el centro poblado de Cambao en San Juan de Rioseco donde se une con la Ruta Nacional 45 al suroriente y a Líbano y Parque Nacional de los Nevados al suroccidente.
Al oriente, se llega al centro poblado de Méndez desde la actual y la antigua cabecera municipal.

## Servicios públicos
- Energía Eléctrica: Celsia, es la empresa prestadora del servicio de energía eléctrica.
- Gas Natural: Alcanos de Colombia es la empresa distribuidora y comercializadora de gas natural en el municipio.